# Слудно
Слудно — деревня в Бабаевском районе Вологодской области.
Входит в состав Дубровского сельского поселения, с точки зрения административно-территориального деления — в Дубровский сельсовет.
Расстояние по автодороге до районного центра Бабаево составляет 46 км, до центра муниципального образования деревни Дубровка — 9 км. Ближайшие населённые пункты — Костяй, Щепье, Ясное.
Население по данным переписи 2002 года — 31 человек (16 мужчин, 15 женщин). Всё население — русские.